# Медаль Гершеля
Медаль Гершеля (англ. Herschel Medal) — награда Британского Королевского астрономического общества, присуждаемая за выдающиеся исследования в наблюдательной астрофизике. Названа в честь выдающегося английского астронома, первого президента Королевского астрономического общества У.Гершеля.

## Награждённые медалью Гершеля
- 1974 Пол Уайлд[англ.]
- 1977 Арно Пензиас и Роберт Вудро Уилсон
- 1980 Жерар де Вокулёр
- 1983 Уильям Уилсон Морган
- 1986 Альберт Боггесс и Роберт Уилсон
- 1989 Джоселин Бернелл
- 1992 Эндрю Лайн[англ.]
- 1995 Джордж Исаак[англ.]
- 1998 Герри Нейгебауэр[англ.]
- 2001 Патрик Таддеус[англ.]
- 2004 Кит Хорн
- 2006 Говинд Сваруп[англ.]
- 2008 Макс Петтини[англ.]
- 2010 Джеймс Хаф[вд]
- 2012 Майк Ирвин[англ.]
- 2013 Михаэль Крамер[англ.]
- 2014 Райнхард Генцель
- 2015 Стивен Илз[англ.]
- 2016 Джеймс Данлоп[англ.]
- 2017 Саймон Лилли[англ.]
- 2018 Том Марш[англ.]
- 2019 Ниал Танвир[англ.]
- 2020 Роб Фендер
- 2021 Стивен Смартт[англ.]
- 2022 Кэтрин Хейманс
- 2023 н/д
- 2024 Роберта Хэмфрис